# Kaloomteʼ Bahlam

Ký tự tên Maya của Kaloomteʼ Bahlam

Kaloomteʼ Bahlam, còn được gọi là "Xoắn Đầu" (Curl Head) (?—k. 528), là một nhà vua Maya của thành phố Tikal. Ông được ngai vàng trong khoảng năm 511. Ông đã cho Phu nhân Tikal làm đồng cai trị. Mộ của ông được liên kết là "Bàn thờ 10, 12 và 25" (Stelae 10, 12 and 25).